# The Only Son
The Only Son er en amerikansk stumfilm fra 1914.

## Medvirkende
- Jim Blackwell som Thomas Brainerd
- A. MacMillan som Henry Thompson
- Thomas W. Ross
- Jane Darwell som Mrs. Brainerd
- Merta Carpenter som Gertrude Brainerd